# Josep Valero Martín
Josep Valero Martín (València, 3 d'octubre de 1917 - València, 26 de juny de 2004) fou un jugador de futbol valencià de les dècades de 1930 i 1940.

## Trajectòria
Jugà al Llevant FC entre 1935 i 1940, aquesta darrera temporada com a Llevant UE, després de la fusió amb el Gimnàstic FC. Guanyà la Copa de l'Espanya Lliure l'any 1937. El 29 de setembre de 1940, amb 23 anys, debutà al Reial Saragossa en un partit que l'enfrontà al Reial Madrid, partit finalitzat amb el resultat final d'empat a 1. Al final d'aquesta primera temporada el club baixà a Segona Divisió, tornant a ascendir a Primera la temporada següent. El 1943, coincidint amb un nou descens a Segona, fou traspassat al FC Barcelona. Jugà quatre temporades al Barça, de les quals, només la primera fou el porter titular, cedit les altres tres la titularitat a Juan Zambudio Velasco. Guanyà la lliga de la temporada 1944-45. A continuació jugà al Granada CF dues temporades, un total de vint partits de lliga entre 1947 i 1949. La temporada 1949-1950 fou contractat pel RCD Espanyol, on jugà 17 partits de lliga, compartint titularitat amb Josep Trias. La seva darrera temporada en actiu la jugà al Real Valladolid CF. Fou entrenador de la UE Lleida la temporada 1955-56.